# (33611) 1999 JB61
1999 جاي بي 61 (ويعرف أيضًا باسم (33611) 1999 جاي بي 61 وفق تسمية الكوكب الصغير) (بالإنجليزية: 1999 JB61)‏؛ هو كويكب ضمن حزام الكويكبات.
اكتُشف هذا الجُرم الفلكي بواسطة بحث لنكولن عن الكويكبات القريبة من الأرض في 10 مايو 1999، وترتيبه 33611 من حيث الاكتشاف.

## الوصف
اكتُشف 336111999JB في 10 مايو 1999 في مرصد ماغدالينا ريدج، الواقع في مقاطعة سوكورو، نيومكسيكو في الولايات المتحدة، بواسطة مشروع بحث لنكولن عن الكويكبات القريبة من الأرض (بالإنجليزية: Lincoln Near-Earth Asteroid Research)‏ LINEAR. وقد رصد المشروع 1,281 مشاهدة للكويكب إلى غاية 7 أكتوبر 2021 بتوقيت منطقة المحيط الهادئ، أي في مدة قدرها 8,654 يومًا (23.7 عام). تستغرق الفترة المدارية للكويكب 1,550 يومًا (4.2 عام).

## الخصائص المدارية
يتميز مدار هذا الكويكب بنصف محور رئيسي يبلغ 2.62 وحدة فلكية، وحضيض قدره 2.44 وحدة فلكية، وانحراف قدره 0.0687 وزاوية ميلان 15.1 درجة بالنسبة لمسار الشمس. بسبب هذه الخصائص، أي نصف المحور الرئيسي بين 2 و3.2 وحدة فلكية وحضيض أكبر من 1,666 وحدة فلكية، يُصنف هذا الجُرم الفلكي وفقًا لقاعدة بيانات مختبر الدفع النفاث لأجرام النظام الشمسي الصغيرة كائنًا من حزام الكويكبات الرئيسي.

## الخصائص الفيزيائية
يُقدر القدر المطلق (H) لـ336111999JB بـ14.56 ووضاءته بـ0.256، مما يمكِّن تقدير قطره بـ 3.628كم. استُخلصت هذه النتائج بفضل ملاحظات مستكشف الأشعة تحت الحمراء عريض المجال (WISE)، وهو مرصد فضائي أمريكي وُضع في المدار في عام 2009 ويراقب السماء بأكملها بالأشعة تحت الحمراء، في عام 2011، نُشرت النتائج الأولى المتعلقة بالكويكبات من الحزام الرئيسي.

## وصلات خارجية
- (33611) 1999 JB61 في قاعدة بيانات مختبر الدفع النفاث لأجرام النظام الشمسي الصغيرة

- الاكتشاف · مخطط المدار ·  العناصر المدارية · المعلمات المادية

- (33611) 1999 JB61 على موقع ويكي سكاي: DSS2, SDSS, GALEX, IRAS, Hydrogen α, X-Ray, Astrophoto, Sky Map, Articles and images